# Tiromancyno
Tiromancyno è il primo album dell'omonima band romana, poi divenuta Tiromancino. Del disco, uscito nel 1992, furono vendute circa 3000 copie.
Nel sito ufficiale dei Tiromancino, le informazioni relative a questo disco sono omesse, ed al loro posto vi era la dicitura Il materiale relativo a questo disco non è volutamente disponibile, perché purtroppo lo ritengo uno dei cinque dischi più brutti nella storia dell'umanità. La curiosa spiegazione è firmata Federico.
La musica del disco è per lo più dance elettronica, mentre i testi sono per lo meno di dubbio gusto: un esempio è Il gigante di gomma, storia di un culturista, con versi "poetici" come per sentirti più bello t'è volato l'uccello, o Cappuccetto rosso, in due versioni, che racconta la nota favola con metafore come fammi vedere sotto la mantella, mamma mia che ben di Dio, prive oltretutto dell'umorismo presente, ad esempio, negli Squallor.
Uscito presto fuori catalogo, l'album non è mai stato ristampato, ma tutte le canzoni sono presenti nella raccolta Le origini dei Tiromancino, pubblicata il 29 febbraio 2008.

## Tracce
Testi e musiche di Federico Zampaglione, eccetto dove indicato.
1. Adesso seguimi (Federico Zampaglione, Franca Evangelisti)
2. Il gigante di gomma
3. Un giorno qualunque
4. Non ne posso più
5. Come un animale
6. Cappuccetto rosso (Federico Zampaglione, Franca Evangelisti)
7. Al telefono (Federico Zampaglione, Franca Evangelisti, Franco Di Luca, Leonardo Cesari)
8. Dove hai messo l'anima (Federico Zampaglione, Franca Evangelisti)
9. Cambierei
10. Africa Dance (Federico Zampaglione, Franca Evangelisti)
11. Cappuccetto rosso (Club Remix) (Federico Zampaglione, Franca Evangelisti)
12. Follow Me (Federico Zampaglione, Franca Evangelisti, Charlie Cannon)

## Formazione
- Federico Zampaglione - voce, chitarra
- Lorenzo Feliciati - basso
- Franco di Luca - tastiera
- Leonardo Cesari - batteria